# 塚脇正幸
塚脇 正幸（つかわき まさゆき、1959年（昭和34年）7月3日 - ）は、日本の実業家。独立系のエネルギーベンチャー企業である日本風力開発の創業者。同社の代表取締役社長を務めていたが、2023年8月、衆議院議員の秋本真利への贈賄容疑が発覚。同年9月1日に辞任した。

## 来歴
京都府生まれ。1983年、京都大学を卒業。三井物産に入社。石油部などで勤める。
1999年、三井物産を退職。会社で風力発電を手掛けていた塚脇は同年7月26日、日本風力開発を創業した。
2003年、日本風力開発が東証マザーズに上場。
2010年、親族の急逝により、日本風力開発の持株16,500株のうち7,080株に担保権実行。同社の筆頭株主から外れる。
2019年2月頃、青森県の陸奥湾などでの事業への参入を目指していた塚脇は、衆議院議員の秋本真利に青森での事業に関する国会質問を依頼。同年2月27日、秋本は衆議院予算委員会の第七分科会、第八分科会で、青森県沖の海域について防衛関連施設への影響を理由に過度な規制をかけないよう求める質問を行った。同月下旬、塚脇は会社の複数の幹部に対し、秋本に依頼したことをメールで伝えた。
2021年秋、競走馬の馬主仲間でもある秋本と馬主組合「パープルパッチレーシング」を設立した。同年12月、再エネ海域利用法に基づき、国による洋上風力発電の第1弾の大規模入札が行われるが、圧倒的に安い売電価格を提示した三菱商事を中核とする企業連合が3海域を独占して落札し、日本風力開発は敗れた。塚脇は洋上風力発電の業者選定基準の変更を求める陳情を秋本に繰り返し行い、2022年10月27日、政府は業者選定基準の見直しを公表した。翌10月28日、塚脇は衆議院第1議員会館の秋本の事務所を訪れ、現金1000万円を現金で渡した。
2023年6月までに計3000万円が塚脇から秋本に渡った。同年8月5日、東京地検特捜部は千代田区の塚脇の自宅を贈賄容疑で家宅捜索した。これまで塚脇は賄賂の認識を否定していたが、一転して秋本への贈賄容疑を認める意向であることが同年8月11日に分かった。また秋本は2019年に日本中央競馬会（JRA）に個人馬主として登録されたが、その登録を申請した際に塚脇が約3000万円を一時的に貸し付けていたことも判明した。日本風力開発は塚脇から社長辞任の申し出があり、同年9月1日に「受理した」と発表した。また、秋本に提供した資金について、東京地検特捜部に対し塚脇は「国会質問への謝礼の趣旨があった」と供述していることがわかった。同月27日、贈賄罪で在宅起訴された。
2024年11月25日、東京地裁（矢野直邦裁判長）で初公判が行われた。公訴時効（3年）にかからない約4180万円分の贈賄罪に問われた塚脇は「利益提供はしていない」として起訴事実を否認した。